# Furcarcturus polarsterni
Furcarcturus polarsterni is een pissebed uit de familie Antarcturidae. De wetenschappelijke naam van de soort is voor het eerst geldig gepubliceerd in 2000 door Baltzer, Held & Wägele.